# Fana da Freita

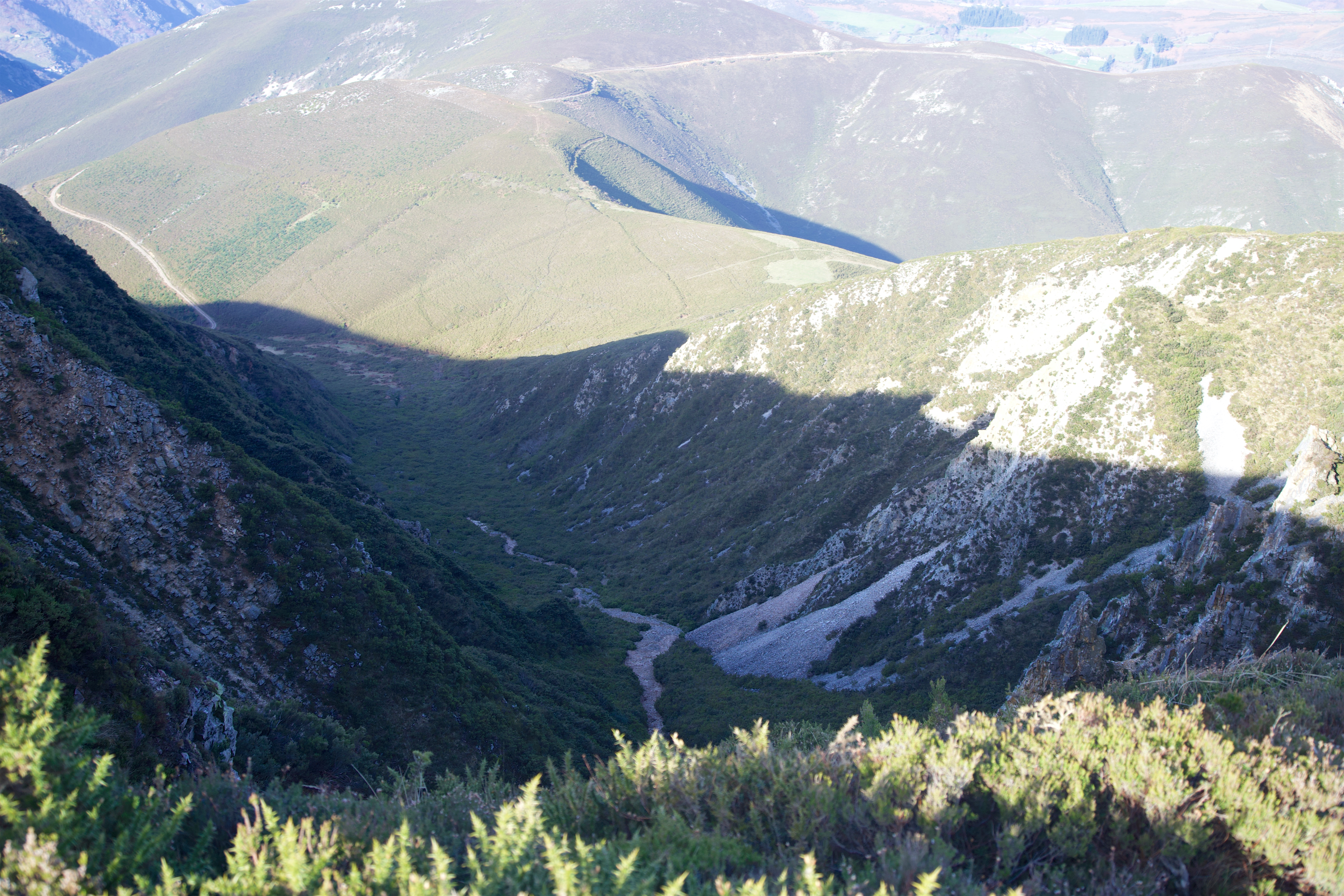
Fana de Freitas

La Fana da Freita es un entorno paisajístico español formado por una antigua explotación minera de oro romana, situado en las inmediaciones del puerto del Palo en el concejo asturiano de Allande.
El yacimiento, que se encuentra en el recorrido del camino primitivo de Santiago, es el resultado de la explotación auríferea mediante el método de ruina montium por parte romana. 
Está explotación se encuentra en una zona con varios vestigios de la actividad minera como la Cova de Xan Rata y el Túnel de Montefurao.
- Datos: Q97177221